# Xã Cedar, Quận Polk, Arkansas
Xã Cedar (tiếng Anh: Cedar Township) là một xã thuộc quận Polk, tiểu bang Arkansas, Hoa Kỳ. Năm 2010, dân số của xã này là 170 người.